# Nikolaï Dadianov
Nikolaï Alexandrovitch Dadianov (né en 1841) est un général russe d'origine géorgienne.

## Biographie
Né en 1841, il était le fils aîné du comte (ou prince) Alexandre Dadianov, général russe du XIXe siècle et de son épouse, Lydia Grigorievna von Rosen, dame d'Honneur de l'Impératrice de Russie.
Comme son père et son grand-père, il s'engagea dans l'armée très jeune et acquit le grade de général vers 1875. Nous ne savons rien d'autre sur lui, si ce n'est qu'il avait épousé une certaine Ekaterina Vassilievna, née en 1825 et morte à Moscou le 28 décembre 1845.